# Доу, Джордж
Джордж До́у (Его́р Фили́ппович Да́у, англ. George Dawe; 8 февраля 1781, Лондон — 15 октября 1829, Кентиш-Таун близ Лондона) — английский живописец, последователь романтизма, один из крупнейших лондонских портретистов конца георгианской эпохи; основной автор (наряду с учениками В. А. Голике и А. В. Поляковым) картин для Военной галереи Зимнего дворца. Академик Королевской Академии художеств (с 1814; ассоциированный член с 1809), почётный вольный общник Императорской Академии художеств в Санкт-Петербурге (с 1820), придворный художник императора Николая I (с 1828).

## Биография
Джордж Доу родился 8 февраля 1781 года в приходе Сент-Джеймс, его родителями были Филип и Джейн Доу. Филип Доу был художником и гравёром в технике меццо-тинто, работал вместе с Хогартом и Тёрнером, также писал политические карикатуры о жизни в Америке. Джордж был старшим ребёнком в семье.
Доу был крещён 25 февраля 1781 года в церкви Сент-Джеймс на Пикадилли. Позднее он стал одним из самых успешных художников своего поколения, приобретя широкую известность.
Первоначально Джордж обучался у отца гравюре, но позднее он заинтересовался живописью и отправился на учёбу в Королевскую академию художеств. В 1809 году Доу стал членом Академии художеств, а в 1814 году — академиком.
Он пользовался покровительством герцога и герцогини Кентских. В 1819 году отправился вместе с герцогом Кентским в путешествие по Европе, в ходе которого привлёк внимание Александра I. Император заказал художнику портреты русских генералов, участвовавших в войне с Наполеоном I. Почётный вольный общник Императорской Академии художеств (1820).
В 1826 году Николай I пригласил Доу на свою коронацию, а в 1828 году Джордж был официально назначен Первым художником Императорского двора.
В 1828 году он вернулся в Англию, где оставался в течение нескольких месяцев. В 1829 году Доу вернулся в Санкт-Петербург, но вскоре у него усиливаются проблемы с дыханием. У Джорджа была лёгочная недостаточность на протяжении всей жизни из-за перенесённой в детстве болезни. В августе 1829 Доу вернулся в Лондон и 15 октября скончался.
Джордж Доу был похоронен в крипте Собора Святого Павла. На похоронах присутствовало множество художников и представителей российского посольства.

## Упоминания в литературе
Джордж Доу был упомянут в историческом романе В. М. Глинки «Судьба дворцового гренадера» и показан с крайне негативной стороны. Он был представлен как эксплуататор молодого русского художника Полякова, крепостного из деревни, талант которого сгубил, заставляя юношу копировать чужие портреты, а его работы выдавая за свои, из чего выходило, что большинство портретов мастера исполнено его подчинёнными.
В действительности, в 1819–1820 годах художником Доу написано и подписано порядка 70 портретов героев 1812 года из 332, остальные написаны в соавторстве с Александром Поляковым и Василием (Вильгеймом) Голике, но за каждый портрет военных он получал по 1000 рублей ассигнациями, что соответствовало 250 рублей серебром, а платил Полякову 700 рублей ассигнациями в год. В это же время он сам много писал других портретов по заказам аристократов, получая за них больше, чем за военных.

## Портреты работы Джорджа Доу
- Портрет Алексея Ермолова
- Портрет Валериана Мадатова
- Портрет Давида Делянова
- Портрет Якова Кульнева
- Портрет Киприана Крейца
- Портрет Александра Остермана-Толстого
- Портрет Дениса Давыдова
- Портрет Карла Толя
- Портрет Михаила Барклая-де-Толли
- Портрет Александра I
- Портрет Михаила Кутузова
- Портрет Леонтия Беннигсена
- Портрет Ефима Чаплица